# Catenicella longicaudata
Catenicella longicaudata är en mossdjursart som först beskrevs av Harmer 1957.  Catenicella longicaudata ingår i släktet Catenicella och familjen Catenicellidae. Inga underarter finns listade i Catalogue of Life.